# Puntone dei Fraciòn
Il Puntone dei Fraciòn (3.202 m s.l.m.) è una montagna delle Alpi dell'Adula nelle Alpi Lepontine.

## Descrizione
Si trova tra il Canton Ticino ed il Canton Grigioni. La montagna è collocata tra i comuni di Mesocco (regione Moesa nel Canton Grigioni) e Serravalle (distretto di Blenio nel Canton Ticino) e costituisce il punto più elevato della Val Calanca. Si trova a sud-est del più alto ed importante Adula.

## Salita alla vetta
Si può salire sulla vetta partendo da Dandrio, frazione di Serravalle.